# Volker Lechtenbrink
Volker Lechtenbrink (18. srpna 1944 Cranz – 22. listopadu 2021 Hamburk) byl německý herec.

## Životopis
Lechtenbrink vyrůstal v Hamburku a Brémách. Svojí kariéru začal v 15 letech v protiválečném filmu Most. Studoval herectví v Hamburku, kde také pracoval jako režisér. Objevil se i v seriálu Místo činu. Také zpíval a skládal.
Herec byl celkem pětkrát ženatý: Jeho manželkami byly tanečnice Yvonne van Meerveld-Kühn, fotografka Carmen Roberts, herečka Anja Topf, herečka Jeannette Arndt a lékařka Gül Ural-Aytekin.